# Yaxala
Yaxala är en ort i Mexiko.   Den ligger i kommunen Ocosingo och delstaten Chiapas, i den sydöstra delen av landet, 800 km öster om huvudstaden Mexico City. Yaxala ligger 697 meter över havet och antalet invånare är 218.
Terrängen runt Yaxala är varierad. Runt Yaxala är det glesbefolkat, med 16 invånare per kvadratkilometer. Närmaste större samhälle är Cinco de Febrero, 10,8 km norr om Yaxala. I omgivningarna runt Yaxala växer i huvudsak städsegrön lövskog.